# Peter Temple

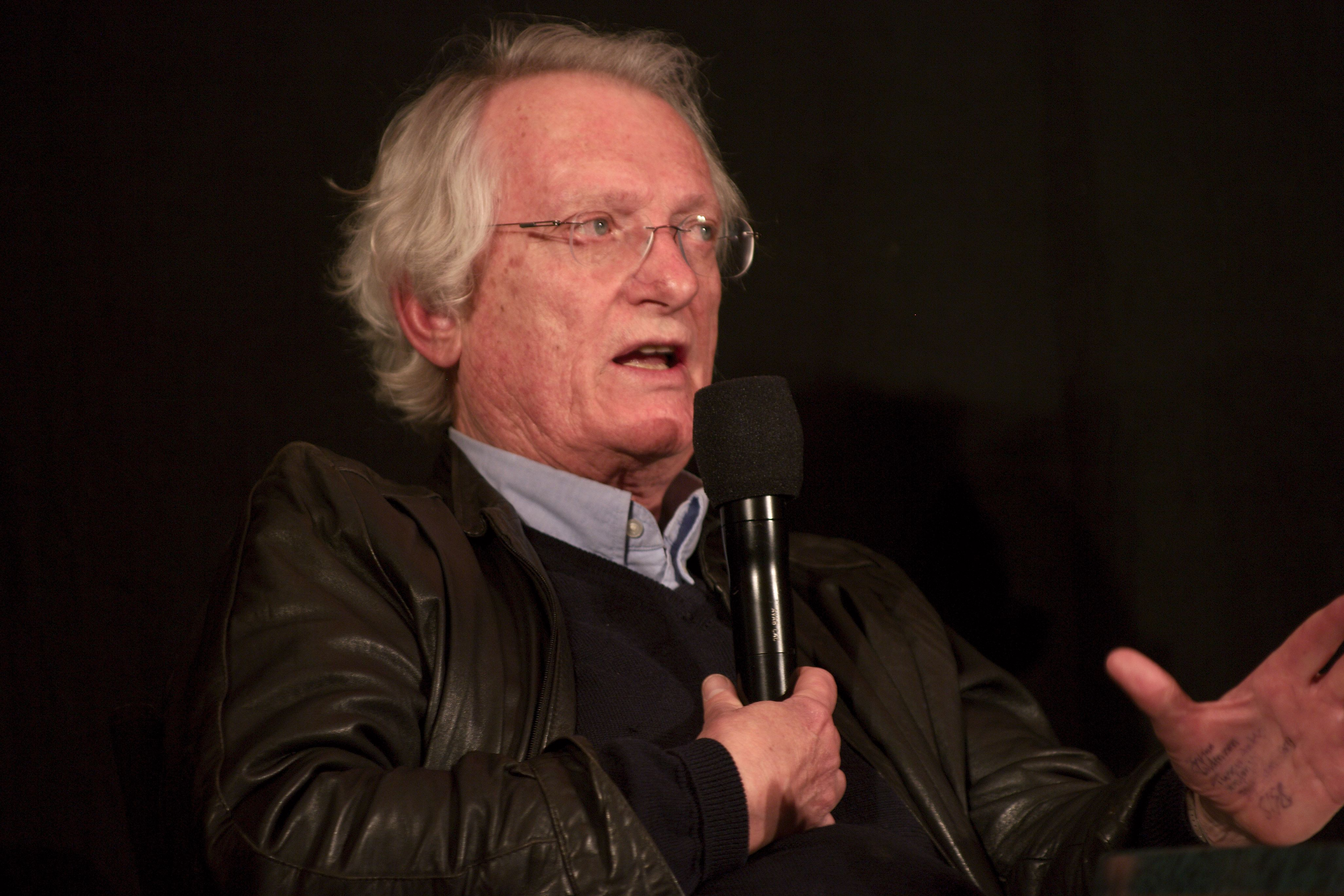
Peter Temple in Oslo, 2011

Peter Temple (* 10. März 1946 in Südafrika; † 8. März 2018 in Ballarat) war ein australischer Krimischriftsteller.

## Leben
Temple wuchs in Südafrika auf, studierte Geschichte und Politik. Danach arbeitete er als Journalist für Zeitungen und Zeitschriften in mehreren Ländern, darunter von 1978 bis 1980 als Korrektor und Übersetzer beim Friedrich Reinecke Verlag in Hamburg. 1980 ging er nach Australien, wo er für die Zeitschrift Australian Society arbeitete. Am Royal Melbourne Institute of Technology und anderen Universitäten hielt er außerdem Vorlesungen im Bereich Journalismus und Medienwissenschaften.
1995 machte er sich selbständig und begann mit dem Schreiben von Kriminalromanen. Sein erster Roman Bad Debts führte den Privatdetektiv und Ex-Rechtsanwalt Jack Irish ein, der in Melbourne ermittelt. 1997 erhielt er dafür den australischen Ned Kelly Award für den besten Erstlingsroman. Seitdem schrieb er abwechselnd Krimis mit Jack Irish und ohne festen Ermittler. Den Ned Kelly Award gewann er in der Kategorie Bester Roman vier weitere Male. Mit dem Miles Franklin Award (2010 für Truth) war er der erste Krimischriftsteller, der diesen bedeutenden australischen Literaturpreis gewann.
Temples Romane setzten sich sehr stark mit der australischen Gesellschaft auseinander; er wurde auch deshalb lange nicht im Ausland veröffentlicht, weil sein Verlag Random House ihn für „zu australisch“ hielt. Deshalb wechselte er 2003 schließlich zum unabhängigen Text-Publishing-Verlag aus Melbourne, der ihn erfolgreich auf dem internationalen Markt einführte.
Sein erfolgreichster Roman war The Broken Shore (Kalter August / 2005), der weltweit übersetzt wurde. Neben dem Ned Kelly Award und zwei weiteren allgemeineren australischen Buchpreisen bekam Temple als erster australischer Schriftsteller 2007 den renommierten britischen Duncan Lawrie Dagger (Gold Dagger). The Broken Shore spielt im ländlichen Australien und nimmt unter anderem die Problematik der australischen Ureinwohner und die australische Lokalpolitik auf.
Peter Temple lebte mit seiner Frau und einem Adoptivsohn in Ballarat westlich von Melbourne, wo er im März 2018 im Alter von 71 Jahren starb.

## Werke
die Jack-Irish-Reihe
- 1996 Bad Debts
  - Vergessene Schuld, dt. von Sigrun Zühlke, Goldmann, München 2007. ISBN 978-3-442-46395-4
- 1998 Black Tide
  - Spur ins Nichts, dt. von Sigrun Zühlke, Goldmann, München 2008. ISBN 978-3-442-46396-1
- 2000 Dead Point
  - Die letzte Botschaft, dt. von Sigrun Zühlke, Goldmann, München 2009. ISBN 978-3-442-46763-1
- 2003 White Dog
  - Totengedenken, dt. von Sigrun Zühlke, Goldmann, München 2010. ISBN 978-3-442-46813-3

andere Romane
- 1997 An Iron Rose
  - Die Schuld vergangener Tage, dt. von Hans M. Herzog, Penguin Verlag, München 2016. ISBN 978-3-328-10070-6
- 1999 Shooting Star
  - Shooting Star, dt. von Hans M. Herzog, C. Bertelsmann, München 2008. ISBN 978-3-570-01006-8
- 2002 In the Evil Day
  - Tage des Bösen, dt. von Sigrun Zühlke, C. Bertelsmann, München 2012. ISBN 978-3-570-00999-4
- 2005 The Broken Shore
  - Kalter August, dt. von Hans M. Herzog, C. Bertelsmann, München 2007. ISBN 978-3-570-00950-5
- 2008 Truth
  - Wahrheit, dt. von Hans M. Herzog, C. Bertelsmann, München 2011. ISBN 978-3-570-01099-0

## Auszeichnungen
- 1997 Ned Kelly Award – Kategorie Bester Erstlingsroman für Bad Debts (dt. Vergessene Schuld)
- 2000 Ned Kelly Award – Kategorie Bester Roman für Shooting Star (dt. Shooting Star)
- 2001 Ned Kelly Award – Kategorie Bester Roman für Dead Point (dt. Die letzte Botschaft)
- 2003 Ned Kelly Award – Kategorie Bester Roman für White Dog (dt. Totengedenken)
- 2006 Ned Kelly Award – Kategorie Bester Roman für The Broken Shore (dt. Kalter August)
- 2006 „Australian Book Industry Award – General Fiction“ für The Broken Shore
- 2006 „Colin Roderick Award – Best Australian Book“ für The Broken Shore
- 2007 Gold Dagger: The Broken Shore
- 2008 Krimi des Jahres 2007 (Platz 4) in der KrimiWelt-Bestenliste für Kalter August
- 2009 Krimi des Jahres 2008 (Platz 4) in der KrimiWelt-Bestenliste für Shooting Star
- 2010 Miles Franklin Award für Truth (dt. Wahrheit)
- 2010 „Australian Book Industry Award - General Fiction“ für Truth
- 2010 „Victorian Premier's Literary Award“ für Truth
- 2012 Deutscher Krimi Preis – International (Platz 1) für Wahrheit
- 2012 Krimi des Jahres 2011 (Platz 4) in der KrimiZEIT-Bestenliste für Wahrheit
- 2013 Krimi des Jahres 2012 (Platz 4) in der KrimiWelt-Bestenliste für Tage des Bösen (Original: In the evil Day)